# The Atrocity Exhibition… Exhibit A
The Atrocity Exhibition… Exhibit A (с англ. — «Выставка жестокости... Экспонат А») — восьмой студийный альбом американской трэш-метал группы Exodus, выпущенный 23 октября 2007 года на лейбле Nuclear Blast Records. Этот альбом является вторым с вокалистом Робом Дьюксом и гитаристом Ли Элтусом.

## Название альбома
Гэри Холт выбрал название «Выставка жестокости… Экспонат А», потому что группа планировала в ближайшее время выпустить ещё альбом, который являлся бы продолжением первого: «Экспонат Б: Состояние человека». Выход Exhibit B: The Human Condition состоялся спустя три года.

## Об альбоме
К записи этого альбома в группу вернулся её оригинальный барабанщик Том Хантинг, на этот раз на постоянной основе. Альбом был записан в середине 2007 года, продюсером снова стал Энди Снип. Музыкально группа сделала уклон в сторону более длинных композиций и большого количества соло. Основная тема текстов альбома, написанных Холтом и Робом Дьюксом — религия, большинство песен посвящены агрессивной критике религии и духовенства. Обложку альбома создана художником и музыкантом Антониу Спиросом — фронтменом и одним из основателей греческой метал группы Septicflesh.

## Выход и продажи
3600 копий альбома было продано в первую неделю продаж. По состоянию на 2008 год только в США было продано более 22 000 копий.
На песню «Riot Act» был снят видеоклип.

## Критика
Альбом получил высокие оценки в музыкальной прессе. Так. Lambgoat оценил альбом в 8 баллов из 10, отметив разнообразность в структуре песен: «Альбом, по стандартам Exodus, практически является прогрессивным. Тут и трек „Children of the Worthless God“ с чистым вокалом в припеве, который бы смотрелся к месту в любой песне Fear Factory, и титульный 10-минутный эпик с замедленным саббатовским припевом и блюзовым соло Холта, звучащим как Cream на стероидах». Рецензент из Metal Storm дал альбому 7,8 баллов из 10, особенно похвалив «ошеломляющую» продюсерскую работу Энди Снипа. Высокую оценку звуку гитар и альбома в целом также дал сайт Last Rites.

## Список композиций
Слова и музыка всех песен — написаны Гэри Холтом, кроме отмеченных.
| №                   | Название                         | Текст песни         | Музыка              | Длительность |
| ------------------- | -------------------------------- | ------------------- | ------------------- | ------------ |
| 1.                  | «Call to Arms»                   | —                   |                     | 1:33         |
| 2.                  | «Riot Act»                       |                     |                     | 3:37         |
| 3.                  | «Funeral Hymn»                   |                     |                     | 8:38         |
| 4.                  | «Children of a Worthless God»    | Роб Дьюкс           | Ли Элтус, Гэри Холт | 8:25         |
| 5.                  | «As It Was, As It Soon Shall Be» |                     |                     | 5:16         |
| 6.                  | «The Atrocity Exhibition»        |                     |                     | 10:33        |
| 7.                  | «Iconoclasm»                     |                     |                     | 7:54         |
| 8.                  | «The Garden of Bleeding»         |                     |                     | 5:49         |
| 9.                  | «Bedlam 1-2-3»                   |                     |                     | 19:51        |
| Общая длительность: | Общая длительность:              | Общая длительность: | Общая длительность: | 71:44        |

## Бонус-трек
После окончания трека «Beldam 1-2-3» идут 10 минут и 10 секунд полной тишины. После этой паузы идёт кавер на песню Bonded by Blood из одноимённого альбома в стиле, пародирующем кантри. Трек был прозван «Bonded by Banjo». Вокал, имитирующий хиллбилли-акцент, был записан барабанщиком Томом Хантингом.

## Участники записи
- Роб Дьюкс — вокал
- Гэри Холт — соло/ритм-гитара
- Ли Элтус — соло/ритм-гитара
- Джек Гибсон — бас-гитара
- Том Хантинг — ударные

### Производство
- Продюсер — Энди Снип

## Позиции в чартах
| Чарт (2007)                   | Наивысшая позиция |
| ----------------------------- | ----------------- |
| Германия (Offizielle Top 100) | 74                |